# 格但斯克老城市政厅
格但斯克老城市政厅（波蘭語：Ratusz Starego Miasta）是波兰格但斯克老城（Stare Miasto）的市政厅，建于16世纪末，位于格但斯克大磨坊（Wielki Młyn w Gdańsku）和加尔默罗会圣若瑟堂（Kościół św. Józefa）之间。

## 历史

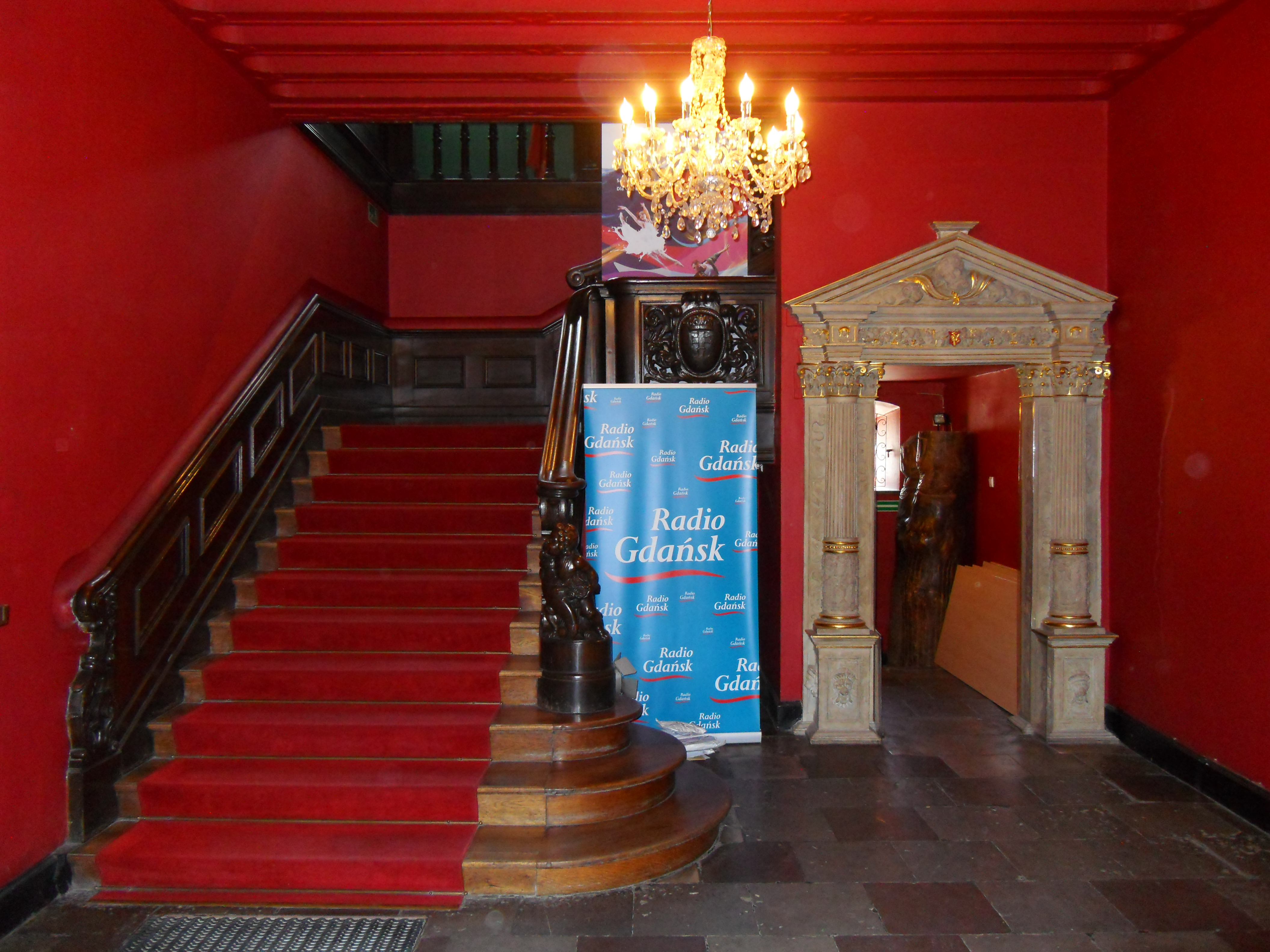

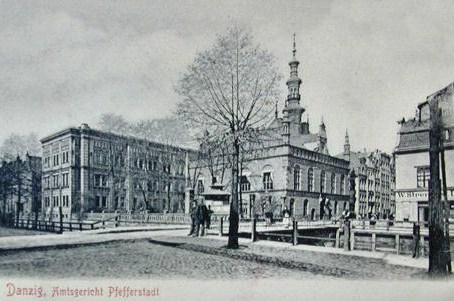
Ratusz i Most Chlebowy, ok. 1900

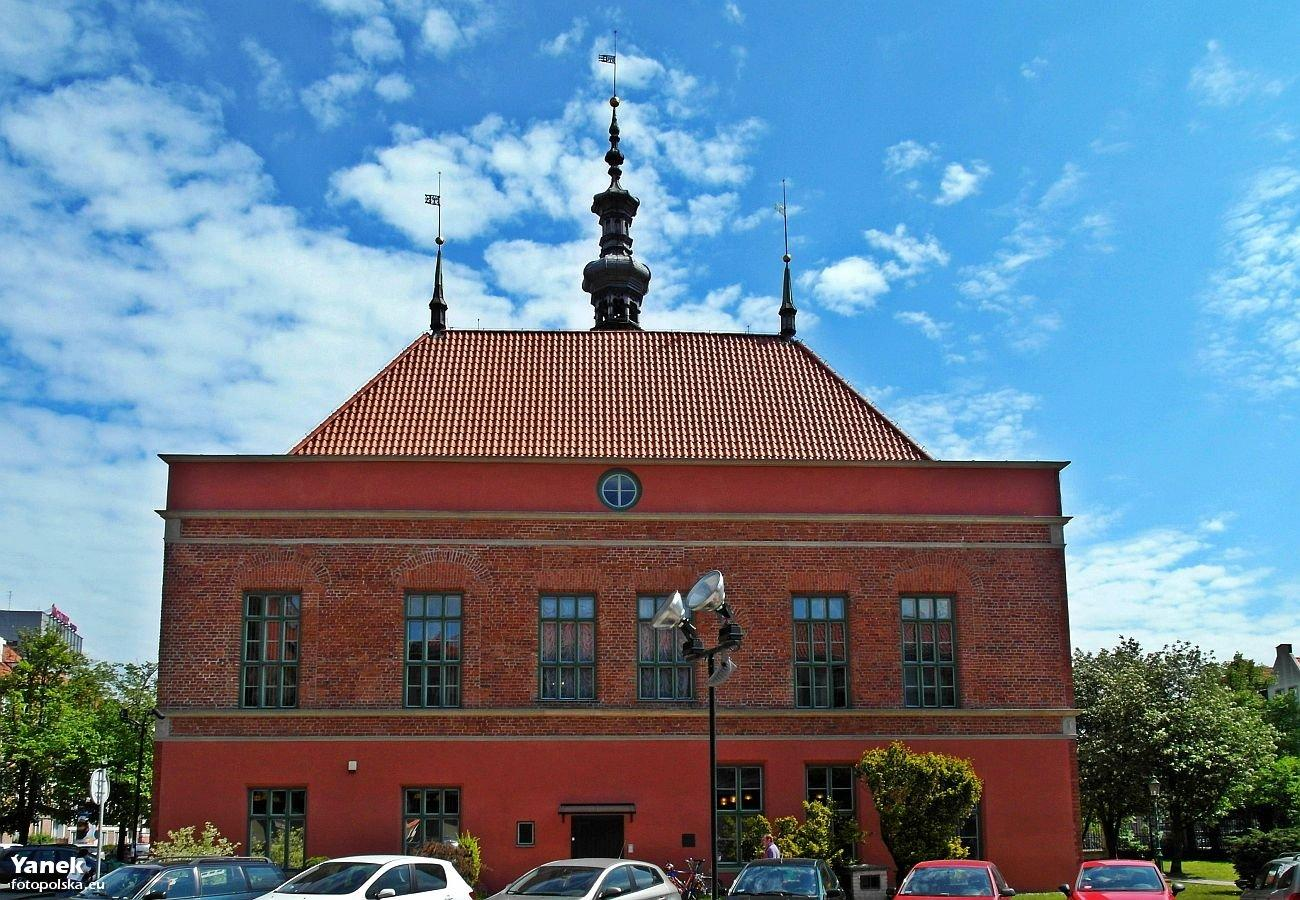
Tył ratusza

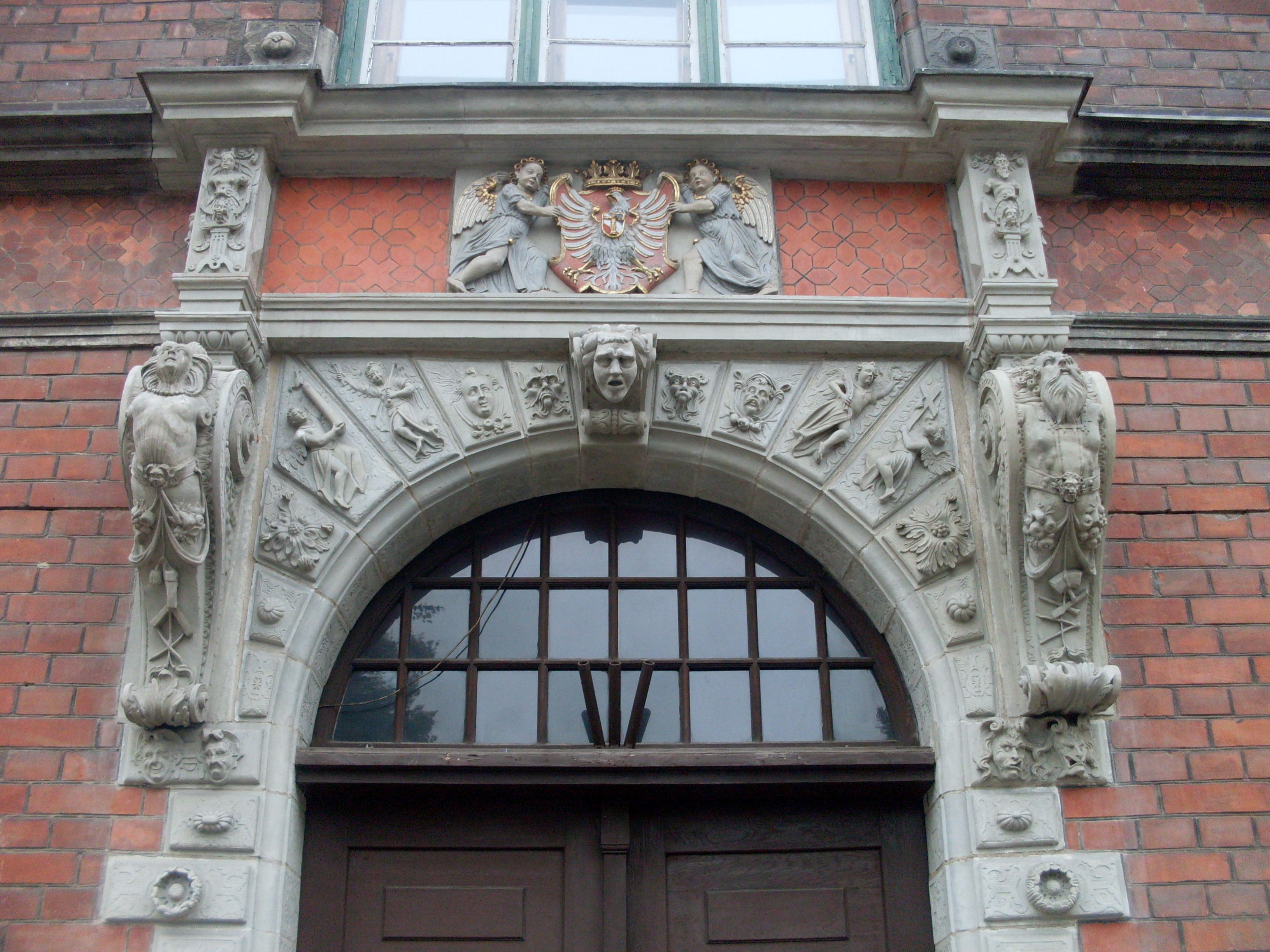
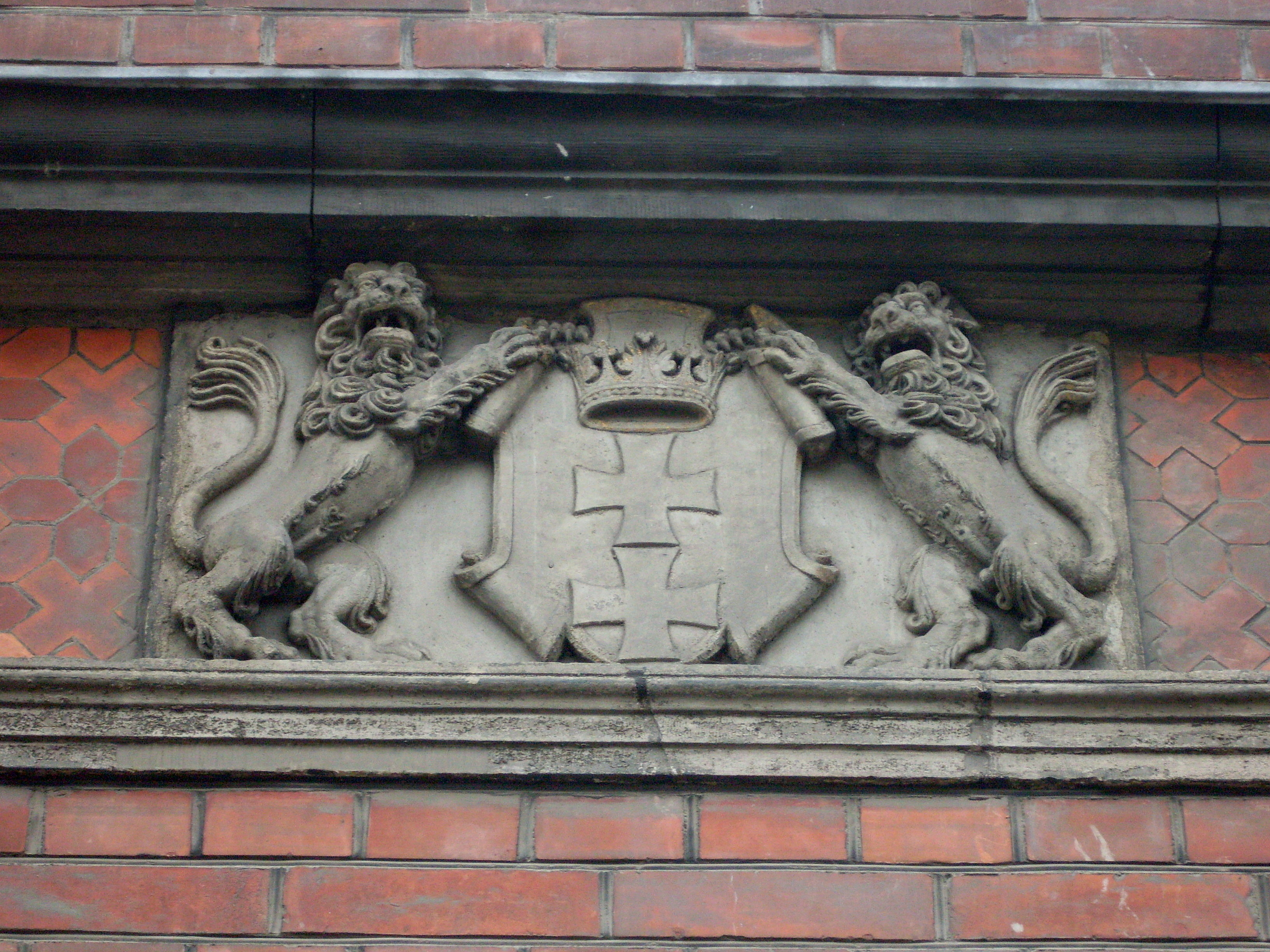
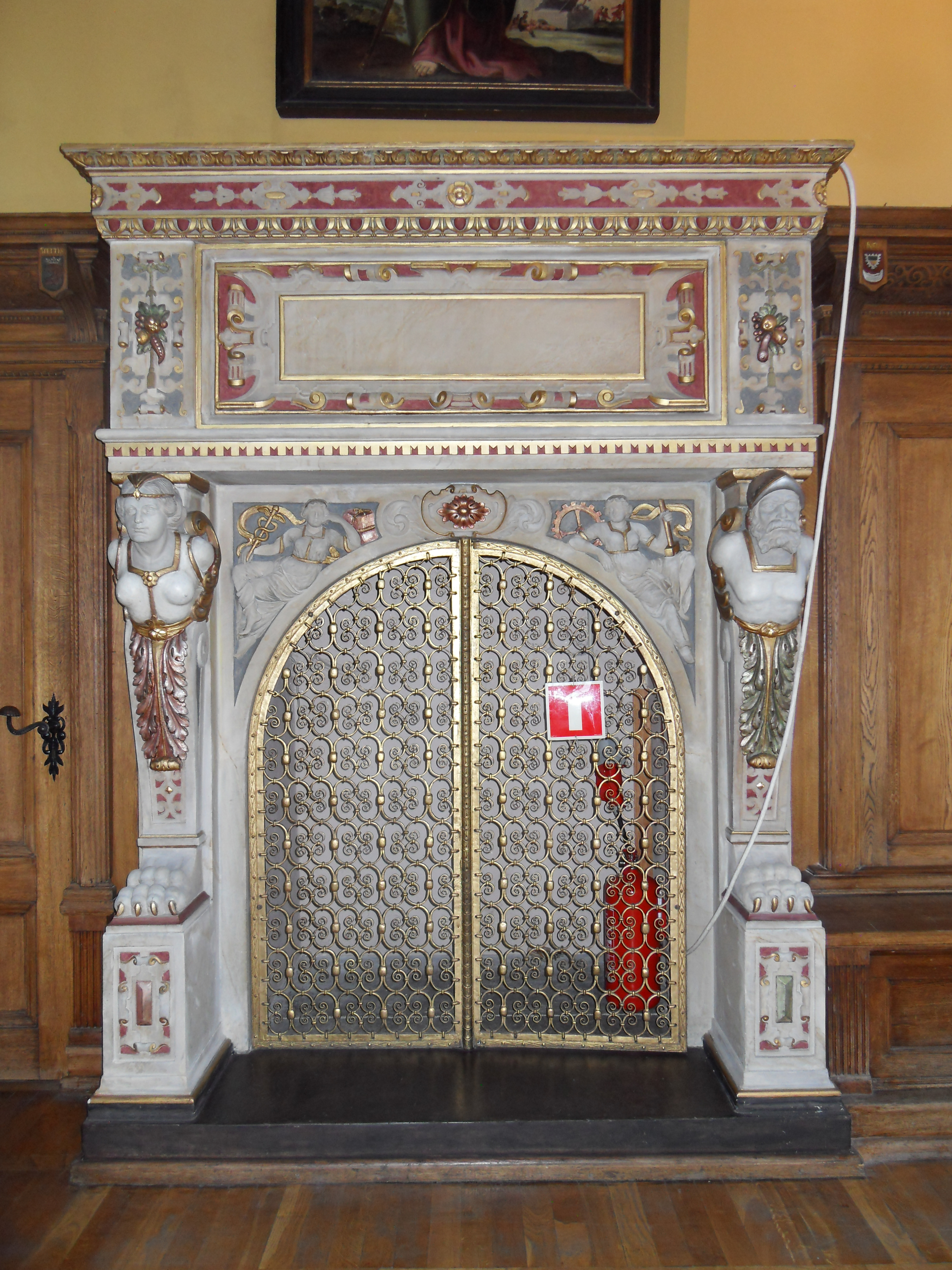